# 김명혁 (역도 선수)
김명혁(1990년 12월 3일~)은 조선민주주의인민공화국의 역도 선수이다. 2012년 하계 올림픽 남자 라이트급 종목에서 동메달을 획득했다. 원래는 4위를 기록했으나 동메달을 획득했던 루마니아의 러즈반 마르틴이 2021년에 실시된 도핑 샘플 재검사 과정에서 금지 약물 성분이 검출된 사실을 확인한 국제 올림픽 위원회(IOC)의 결정에 따라 박탈당함에 따라 승계받았다.